# 聯合文學小說新人獎
聯合文學小說新人獎是《聯合文學》雜誌與《聯合報》在1987年起合辦之小說類文學創作比賽。供海內、外文學中文創作人士參加，於每年1月或2月初至6月30日收件。
短篇小說組設有首獎、推薦獎各1名與佳作獎多名，首獎得獎者可獲獎金新台幣10萬元。
中篇小說組設有首獎1名，得獎者可獲獎金新台幣20萬元。應徵作品如未達水準，該獎項可由決審委員決議從缺或調整獎項、酌減獎金。中篇小說組由於多年來固定舉辦，以獎勵純文學小說新人為宗旨，名額又僅有一位或從缺，嚴選不浮濫增額，極具公信力。
2014年起停辦。

### 收件形式
1. 短篇小說：字數以5000至15000字為原則。參加者需於截止收件前同時符合下列兩項甄選資格：(1)未獲省級以上社會性各重要文學獎小說類首獎或最高名次；(2)小說不曾結集出書。
2. 中篇小說：字數以30000至70000字為原則。參加者需於截止收件前同時符合下列兩項甄選資格：(1)未獲省級以上社會性重要文學獎中篇／長篇首獎或最高名次；(2)中篇／長篇小說不曾結集出書。

### 第1屆（1987）
- 中篇小說第一名：並不很久以前（張讓）
- 中篇小說推薦獎：春秋茶室（吳錦發）
- 短篇小說第一名：沒卵頭家（王湘琦）
- 短篇小說推薦獎：天堂的小孩（陳燁）
- 短篇小說推薦發表：里長伯去散步（張國立，發表於38期）、關於他的二三事（汪宏倫，發表於38期）、黑彌撒（李若男，發表於39期）、乾旱（林延正，發表於39期）、我的德國舅舅（莊裕安，發表於40期）、小羅（明鳳英，發表於41期）

### 第2屆（1988）
- 中篇小說首獎：紅旗路二十二號橫門（黃玄山）
- 短篇小說首獎：殘陽如雪（孫禹）
- 短篇小說推薦獎：竿蓁林的故事（劉定霖）
- 短篇小說佳作：陽光畫室（詹美涓）、春季靜物畫構思（唐婕）、蜘蛛（蔡燈鍬）、老夫子（黃玄山）

### 第3屆（1989）
- 中篇小說首獎：單程車票（吳倩）
- 中篇小說推薦獎：黑夜裡不斷抽長的犬齒（梁寒衣）
- 短篇小說推薦獎：慌城（張溪南）
- 短篇小說佳作：餘生（裴立平）、揹起一口井逃生（楊麗玲）、海岸（吳倩）

### 第4屆（1990）
- 中篇小說推薦獎：寂寞的群眾（邱妙津）
- 中篇小說佳作：哈瑪星渡船場（林裕翼）
- 短篇小說首獎：性、政治、強暴案（王文華）
- 短篇小說推薦獎：底片（駱以軍）
- 短篇小說佳作：齒輪的閃躲者（羅景壬）、奔逃，馬武窟溪（師瓊瑜）、死了一個人（裴在美）

### 第5屆（1991）
- 中篇小說推薦獎：水源村的新年（蔡素芬）
- 中篇小說推薦獎：岸駭殘夜（陳裕盛）
- 短篇小說首獎：無聲的迴廊（林錦昌）
- 短篇小說推薦獎：青春（常學柏）
- 短篇小說佳作：那年春天（李伯宏）、船（李國英）

### 第6屆（1992）
- 中篇小說首獎：哦，戀愛（溫素敏）
- 短篇小說首獎：不放映電影的一天（陳明宏）
- 短篇小說推薦獎：江湖（潘宙）
- 短篇小說佳作：最後的希以列克（吳明益）、現代搜神新記（歐亮吟）、下冊（夏雨清）

### 第7屆（1993）
- 中篇小說首獎：古河（山民）

（劉醒龍〈秋風醉了〉，原與山民〈古河〉並列中篇推薦獎，但因劉醒龍已出版過中篇小說集，違反徵文規定，遂由山民〈古河〉獲首獎）
- 短篇小說首獎：焦躁的街道（江邊）
- 短篇小說推薦獎：落雨的小鎮（黃錦樹）
- 短篇小說佳作：牆上的驢皮（馮傑）、尋找楊淑芬（朱國珍）

### 第8屆（1994）
- 中篇小說首獎：安卓珍尼（董啟章）
- 短篇小說推薦獎：少年神農（董啟章）
- 短篇小說推薦獎：塵年惘事（管仁健）
- 短篇小說佳作：怨懟街（鍾文音）、城中歲月（張瀛太）、影人（吳鈞堯）

### 第9屆（1995）
- 中篇小說首獎：翻譯者（賴香吟）
- 短篇小說首獎：更衣室的女人（章緣）
- 短篇小說推薦獎：掛鐘、小羊與父親（林明謙）
- 短篇小說佳作：樹（林志豪）、左邊城市（羅鳴）、夜間飛行（劉叔慧）

### 第10屆（1996）
- 中篇小說推薦獎：關於她的白髮及其他（曹麗娟）
- 中篇小說推薦獎：熱（翁文信）
- 短篇小說首獎：洗（郝譽翔）
- 短篇小說推薦獎：淫人妻女（張亦絢）
- 短篇小說佳作：囚犯（郭光宇）、目連救母（邱祖胤）、微不足道的故事（陳君儀）

### 第11屆（1997）
- 中篇小說首獎：數蛤蟆（李依倩）
- 短篇小說推薦獎：魚狂（謝昭華）
- 短篇小說推薦獎：留白（黃國峻）
- 短篇小說佳作：盪索人（蘇德軒）、腐爛（郭令權）、四人行（林彬懋）

### 第12屆（1998）
- 中篇小說首獎：闔家團圓（林佩蓉）
- 短篇小說首獎：鴿（秦就）
- 短篇小說推薦獎：看到彩虹橋了嗎？（瓦歷斯·諾幹）
- 短篇小說佳作：值遇（李郡）、上邪！（李崇建）、鳳港溪刣肉場（王卦怠）

### 第13屆（1999）
- 中篇小說推薦獎：看不見的鏡子（陳建志）
- 中篇小說佳作：血（楊美紅）
- 短篇小說首獎：遊　樂園（李佳穎）
- 短篇小說推薦獎：祂（李良安）
- 短篇小說佳作：藍色玩具店（陳瑤華）、我五歲那年（蕭正龍）、萬事美好的年代（賴誠斌）

### 第14屆（2000）
- 中篇小說首獎：那些夏天裡我們的蛹（李維怡）
- 短篇小說佳作：失蹤（陳冠伶）、籃球（許正平）、夏天發生的事（林建銘）
- 短篇小說推薦發表：一個神祕主義者的一天（廖偉棠，發表於193期）、獵（林二郎，發表於193期）

### 第15屆（2001）
- 中篇小說首獎：鴛鴦蝴蝶（趙川）
- 短篇小說首獎：旅行之家（謝曉虹）
- 短篇小說推薦獎：龜甕（伊格言）
- 短篇小說佳作：真的非走不可了（陳麒仰）、沙井之戀（黃茂林）、我和我的父親掉進水溝裡（蔡惠婷）、犬的地圖（李季紋）

### 第16屆（2002）
- 中篇小說首獎（文建會特別獎）：太平盛世（聞人悅閱）
- 短篇小說首獎（文建會特別獎）：故事的碎片（梁慕靈）
- 短篇小說推薦獎：旅行（瓦歷斯·諾幹）
- 短篇小說推薦獎：聖旨嘴（甘耀明）
- 短篇小說佳作：大路（許正平）
- 短篇小說推薦發表：決定的瞬間（朱勤，發表於222期）

### 第17屆（2003）
- 中篇小說首獎（文建會特別獎）：忠臣逆子（袁勁梅）
- 短篇小說首獎（文建會特別獎）：荒山石堆（林彬懋）
- 短篇小說推薦獎：失明（劉梓潔）
- 短篇小說佳作：十八條小巷的戰爭遊戲（廖偉棠）、臨界（李振弘）、房間（侯紀萍）

### 第18屆（2004）
- 中篇小說首獎（文建會特別獎）：海童（劉翰師）
- 短篇小說首獎（文建會特別獎）：初級商務英文會話（蘇敬仁）
- 短篇小說推薦獎：出外（謝育昀）
- 短篇小說佳作：排除等待時間（劉韋廷）、鄭子善供單（田耳，本名：田永）、人體拼湊藝術家（盧福田）、消失的陰影窩（南無，本名：何晉勳）

### 第19屆（2005）
2005年10月27日揭曉，同年10月30日在聯合報大樓舉行頒獎禮
- 中篇小說首獎（文建會特別獎）：藏（李絲）
- 短篇小說首獎（文建會特別獎）：謎鴉（葛亮）
- 短篇小說推薦獎：緩慢行進中的屍體（彭心楺）
- 短篇小說佳作：解鑰（洪茲盈）、踏沙行（廖律清）、候車亭（許琇禎）、窪地小姐（葉覓覓）

### 第20屆（2006）
- 中篇小說首獎（文建會特別獎）：風箏家族（韓麗珠）
- 短篇小說首獎（文建會特別獎）：教學意見調查（王振宇）
- 短篇小說推薦獎：偷 （页面存档备份，存于）（林妏霜）
- 短篇小說佳作：母語（楊靡靡）、白光（徐譽誠）、芭樂人生（吳億偉）、夏天糖（田耳）

### 第21屆（2007）
- 中篇小說首獎（文建會特別獎）：刀疤（連明偉）
- 短篇小說首獎（文建會特別獎）：龜島少年（花柏容）
- 短篇小說推薦獎：家庭訪問（張經宏）
- 短篇小說佳作：針（小冰）、藍─襪子（吳道順）

### 第22屆（2008）
- 中篇小說首獎（文建會特別獎）：城市空空如也（孫彤）
- 短篇小說首獎：火車就地停下時（陳宗暉）
- 短篇小說推薦獎：神棍（黃碧燕）
- 短篇小說佳作：姊姊＋弟弟（林雨樹）、櫥窗裡的女人（厚圃）、另一個（黃崇凱）、廢神（施君涵）

### 第23屆（2009）
- 本屆中篇小說獎得主從缺。
- 短篇小說首獎（文建會特別獎）：回家（那不啷）
- 短篇小說推薦獎：別人的嘴巴，我的故事（沈小益）
- 短篇小說佳作：巡街（陳鴻仁）、尋鬼啟事（施君涵）
- 短篇小說推薦發表：島上有些什麼（李妙多，發表於301期）、大火（湖南蟲，發表於301期）

### 第24屆（2010）
- 中篇小說首獎（文建會特別獎）：屋頂上的假期（張惠玲）（因已在網路發表過，違反主辦單位規定，取消其得獎資格）[2]
- 短篇小說首獎（文建會特別獎）：窗外（葉佳怡）
- 短篇小說推薦獎：匿犬（葉璇）
- 短篇小說佳作：廣告人（張曉惠）、六年仁班前巷戰（黃汶瑄）

### 第25屆（2011）
- 中篇小說首獎（文建會特別獎）：潤叔的新年（張婉雯）
- 短篇小說首獎（文建會特別獎）：木器（草白）
- 短篇小說推薦獎：青春記（羅乙珊）
- 短篇小說佳作：鋼樑上（曹栩）、市場（胡云琳）、好球帶（朱宥任）

### 第26屆（2012）
- 中篇小說首獎（文建會特別獎）：鳥與地球儀（許家菱）
- 短篇小說首獎（文建會特別獎）：可可可可（李嘉淋）
- 短篇小說推薦獎：菩薩（陸茵茵）
- 短篇小說佳作 開獎日（沈宗霖）、日光下（王業翰）、金勇健（張語南）

### 第27屆（2013）
- 中篇小說首獎（文化部特別獎）：許舜傑（林秀赫）〈老人革命〉
- 短篇小說首獎（文化部特別獎）：邱常婷〈山鬼〉
- 短篇小說推薦獎：周凱〈垃圾妖怪〉
- 短篇小說佳作：吳浩然〈駱駝夢〉、宋迅〈派對〉、曾谷涵〈地下道爺爺〉

## 資料來源
1. ↑  .   [2015-07-30]. （原始内容存档于2019-06-10）.
2. ↑  https://www.facebook.com/permalink.php?story_fbid=157599174281300&id=150862754957